# Co Adriaanse
Co Adriaanse (Amsterdam, Nizozemska, 21. srpnja 1947.) nizozemski je nogometni trener i bivši nogometaš. Vodio je mnoštvo nizozemskih i inozemnih nogometnih klubova. Danas je trener Twentea.

## Uspjesi
- 1986.: plasirao se u Eredivisie s Zwolleom;
- 1989.: plasirao se u Eredivisie s Den Haagom;
- 2004.: nagrada Rinus Michels, za trenera godine u profesionalnom nogometu,[1] radeći s AZ-om
- 2006.: portugalski prvak s Portom;
- 2006.: portugalski kup s Portom;
- 2006.: trener godine u Portugalu, radeći s Portom;
- 2009.: austrijski prvak s Red Bullom iz Salzburga
- 2011.: osvajač nizozemskog superkupa s Twenteom.